# Annitsford
Annitsford – wieś w Anglii, w hrabstwie Northumberland. Leży 10 km na północ od miasta Newcastle upon Tyne i 407 km na północ od Londynu.